# Karl Merz (Fußballspieler)
Karl Merz (* 18. April 1912; † unbekannt) war deutscher Fußballspieler. 

## Karriere
Karl Merz spielte zwischen 1931 und 1944 für die Stuttgarter Kickers. Mit den Kickers wurde er siebenfacher Württembergischer Meister und nahm an vier Endrunden um die Deutsche Meisterschaft teil. Merz war zu seiner Zeit einer der erfolgreichsten Torschützen des Vereins und erzielte mehr als 100 Tore für die Stuttgarter. In den Gauligaspielzeiten 1939/40 und 1940/41 konnte der Stürmer mehr Tore als Spiele verzeichnen. Darüber hinaus gehörte Merz zur Repräsentativ-Elf des Gaues Württemberg.